# 一心寺シアター倶楽
一心寺シアター倶楽（いっしんじシアターくら）は、大阪市・四天王寺区域にある多目的劇場。

## 概要
一心寺の東隣りの元生花市場の場所に建設された劇場。設計は一心寺長老、高口恭行による。プロデューサーは劇作家・演出家の秋山シュン太郎。
1993年に桂枝雀らが落語芝居に使ったのをきっかけに改装され、1994年6月から観客席300席の劇場方式の施設「一心寺シアター」となった。
生花市場跡地には当初からお堂を建てる計画があり、2000年4月末に一心寺シアターを休館、2002年地上に一心寺三千佛堂、地下は劇場「一心寺シアター倶楽」というユニークな建物に生まれ変わった。長老高口恭行は「かつて寺にはアミューズメント、カルチャー、コミュニティーの機能があった。倶楽は宗教色を考えずに使って欲しい（抜粋）」と語る。演劇やダンス公演のほか、音楽ライブ、演芸、組体操など様々な催しに対応している。

## 所在地
- 大阪市天王寺区逢坂2-6-13

## 交通アクセス
- JR大阪環状線 天王寺駅下車、徒歩8分。
- 地下鉄堺筋線 恵美須町駅下車、徒歩8分。
- 地下鉄谷町線 四天王寺前夕陽ヶ丘駅下車、徒歩8分。